# Спостерігач (фільм, 2007)
Спостерігач або Обман (англ. The Lookout) — американський художній фільм, кримінальний та психологічний трилер 2007 року. Фільм вийшов на екрани в США 30 березня 2007. У фільмі знялося декілька провідних акторів Голлівуду, такі як Джозеф Гордон-Левітт та Джефф Деніелс. У США цей фільм отримав досить схвальну реакцію критиків.

## Головні ролі
- Джозеф Гордон-Левітт — Кріс Претт
- Джефф Деніелс — Люїс
- Метью Ґуд — Ґері Спраґо
- Айла Фішер — Лавлі
- Карла Гуджино — Джанет
- Брюс Макгілл — Роберт Претт
- Альберто Вотсон — Барбара Претт
- Алекс Борштейн — місіс Ленг
- Лора Вандервурт — Келлі

## Сюжет
Сценарій фільму "був написаний відомим сценаристом Скоттом Френком. У цьому фільмі він у перший раз також був режисером. Фільм був знятий в Канаді, в маленькому місті провінції Манітоба.
У центрі сюжету фільму — історія молодого чоловіка Кріса Претта, який після аварії та черепно-мозкової травми залишився інвалідом. Намагаючись повернутись до нормального життя Кріс ходить на курси реабілітації, та працює прибиральником у місцевому банку. Кріс і його сліпий товариш Люїс мріють відкрити свій власний ресторан.
Кріса помічає група злочинців, які планують пограбувати банк, де прибирає Кріс. Один із злочинців Ґеррі входить у довіру до Кріса і вмовляє його допомогти їм. Під час пограбування, Кріс розуміє помилковість свого рішення і невдало намагається зашкодити злочинцям. Йому вдається втекти в машині з грішми з пограбованого банку. Коли грабіжники беруть в заручники Люїса, Кріс перемагаючи свої розумові обмеження розробляє план і вбиває злочинців.